# Reformierte Kirche Zernez

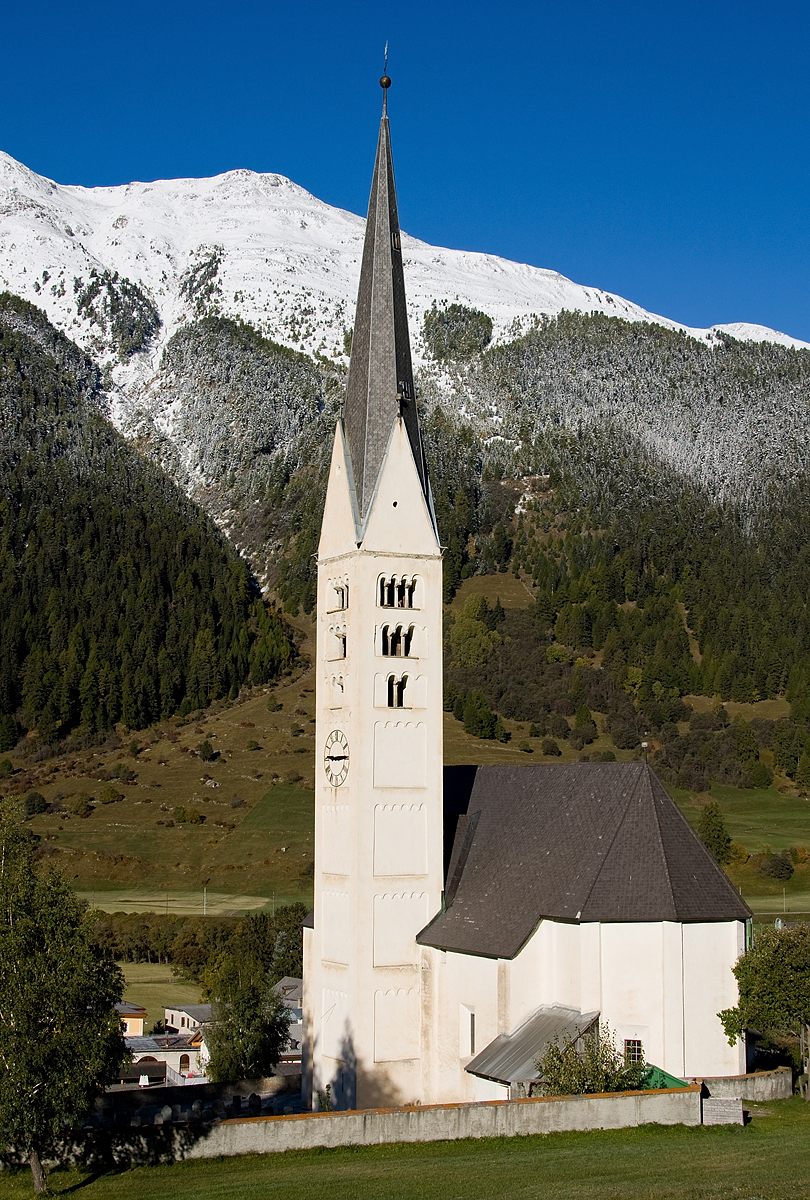
Reformierte Kirche von Zernez

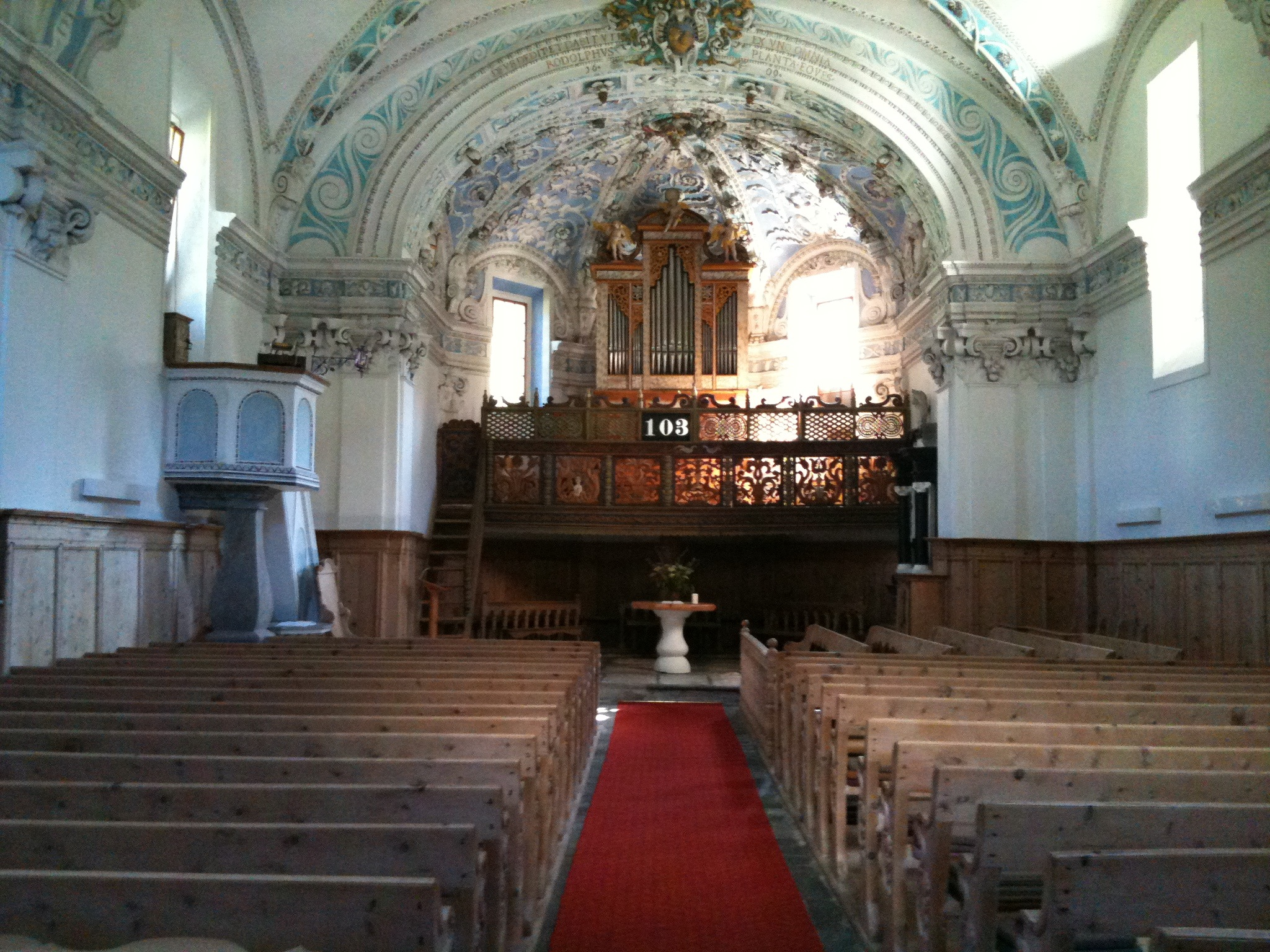
Das Kircheninnere

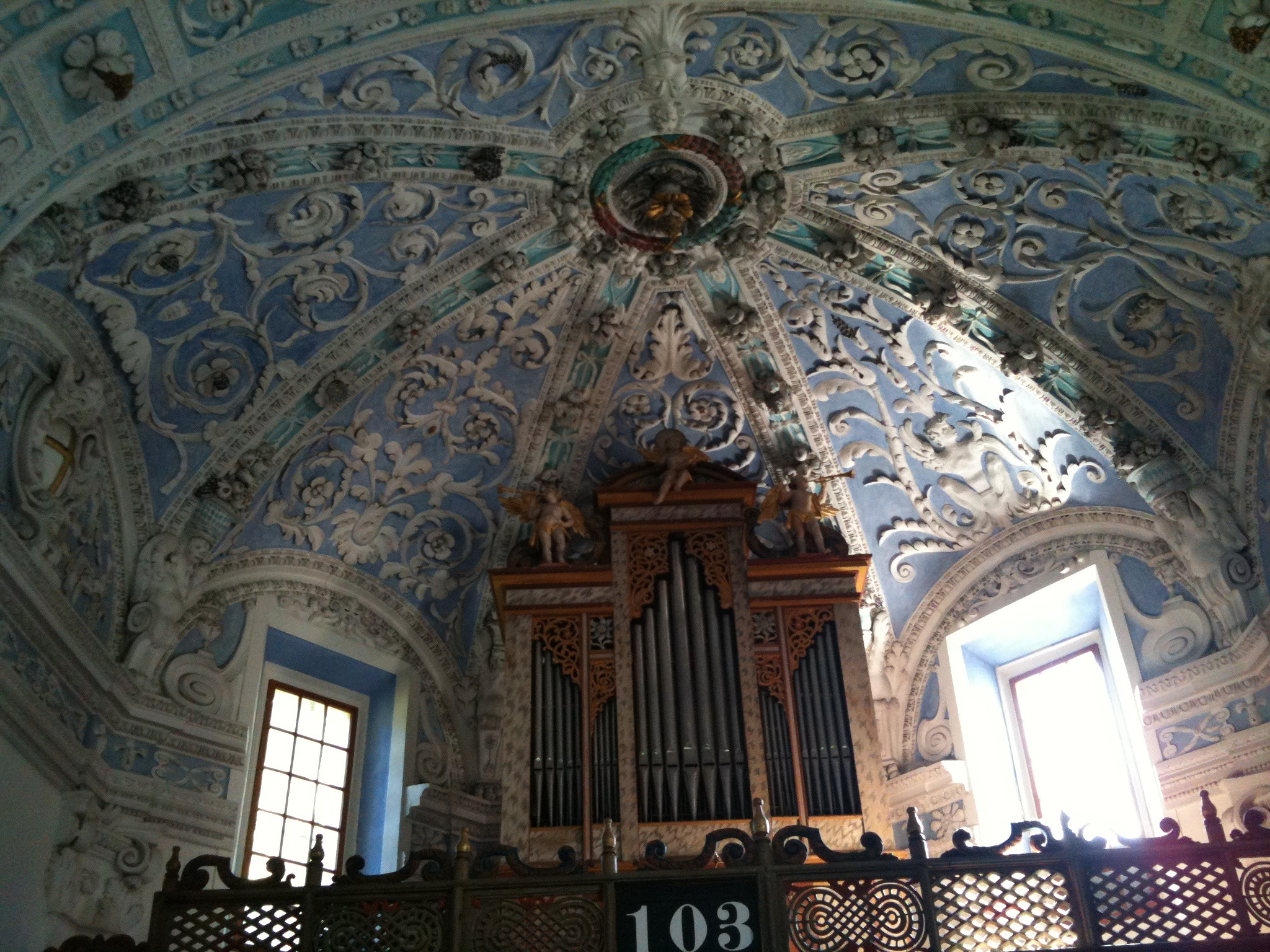
Empore, Orgel und Decke im Chorraum

Die reformierte Kirche (rätoromanisch im Idiom Vallader Baselgia Gronda = Grosse Kirche, auch San Maurizius) in Zernez im Schweizer Unterengadin ist ein denkmalgeschütztes evangelisch-reformiertes Gotteshaus in erhöhter Lage über dem Dorf. Direkt daneben liegt die kleinere San Bastian-Kirche.

## Geschichte und Ausstattung
Ersturkundlich bezeugt ist die Kirche Ende des 13. Jahrhunderts unter dem Patrozinium des Mauritius. Noch vor Ausbruch der Bündner Wirren (1618–1639) erfolgte 1607–09 als Stiftung des Rudolf von Planta der Neubau des dreijochigen Langhauses und des polygonalen Chores. An die Südseite der Fassade schliesst ein etwa 1200 errichteter romanischer Turm mit Spitzhelm an.
Im Kircheninneren sind sowohl das Kirchenschiff als auch der Chor mit Gewölben überspannt. Hier finden sich für Graubünden aussergewöhnliche Stuckaturen im Stil des Frühbarock, hauptsächlich mit reich verzierten Früchtemotiven. Im Chor steht der Abendmahlstisch von 1725, um den herum sich mehrere Epitaphe bedeutender Zernezer Geschlechter lagern.
Die Orgel von 1742 des Feldkircher Orgelbauers Joseph Lochner mit dreigliedrigem Prospekt steht auf einer im Chor hinter dem Altartisch angebrachten Empore, die auf die Jahre 1741/42 datiert wird. Sie hat einen Umfang von zehn Registern auf einem Manual und Pedal. Das Instrument wurde 1912 von Jakob Metzler aus Felsberg GR umgebaut und 1978 von der Manufaktur Orgelbau Kuhn restauriert und auf den Zustand von vor dem Umbau zurück geführt.

## Glocken
Im Turm hängen in drei Etagen die elektrisch angetrieben drei Glocken. Es handelt sich dabei um ein ausserordentlich schweres 3-Glocken-Geläute mit einem Gesamtgewicht von 4260 kg.
- Sain Grond: Durchmesser 137,5 cm, Gewicht ca. 1830 kg. Giesser unbekannt. Gussjahr 1615. Inschrift: * DEUS DEDIT ET DABIT UTI EX UNO OMNIA*  - RUDOLPHUS PLANTA MDCXV (1615) MESE OCTOBRE. Abdruck seines Siegels mit Legende: Rodolphus Planta Ritter.
- Sain Mezdan: Durchmesser 126 cm, Gewicht ca. 1350 kg. Giesser: Jakob Grassmayr Feldkirch. Gussjahr 1810. Inschrift: *GLORIA AL AUTISCHEM!* EHRE SEI GOTT IN DER HÖHE UND FRIEDE AUF ERDEN UND DEN MENSCHEN EIN WOHLGEFALLEN. COVITS: SAR MS. L. JOUSCH CLAVUOT, SAR CONRADIN TSCHANDER, SAR JACHEN MOR. DELNON. JAKOB GRASSMAYR VON FELDKIRCH HAT MIT GEGOSSEN ANNO MDCCCX (1810).
- Sain Pitschen: Durchmesser 108 cm. Gewicht ca. 1080 kg. Gieser ungekannt. Gussjahr 1615. Inschrift:  * DEUS DEDIT ET DABIT UTI EX UNO OMNIA* RUDOLPHUS PLANTA MDCXV (1615) MESE OCTOBRE.

Bildgalerie
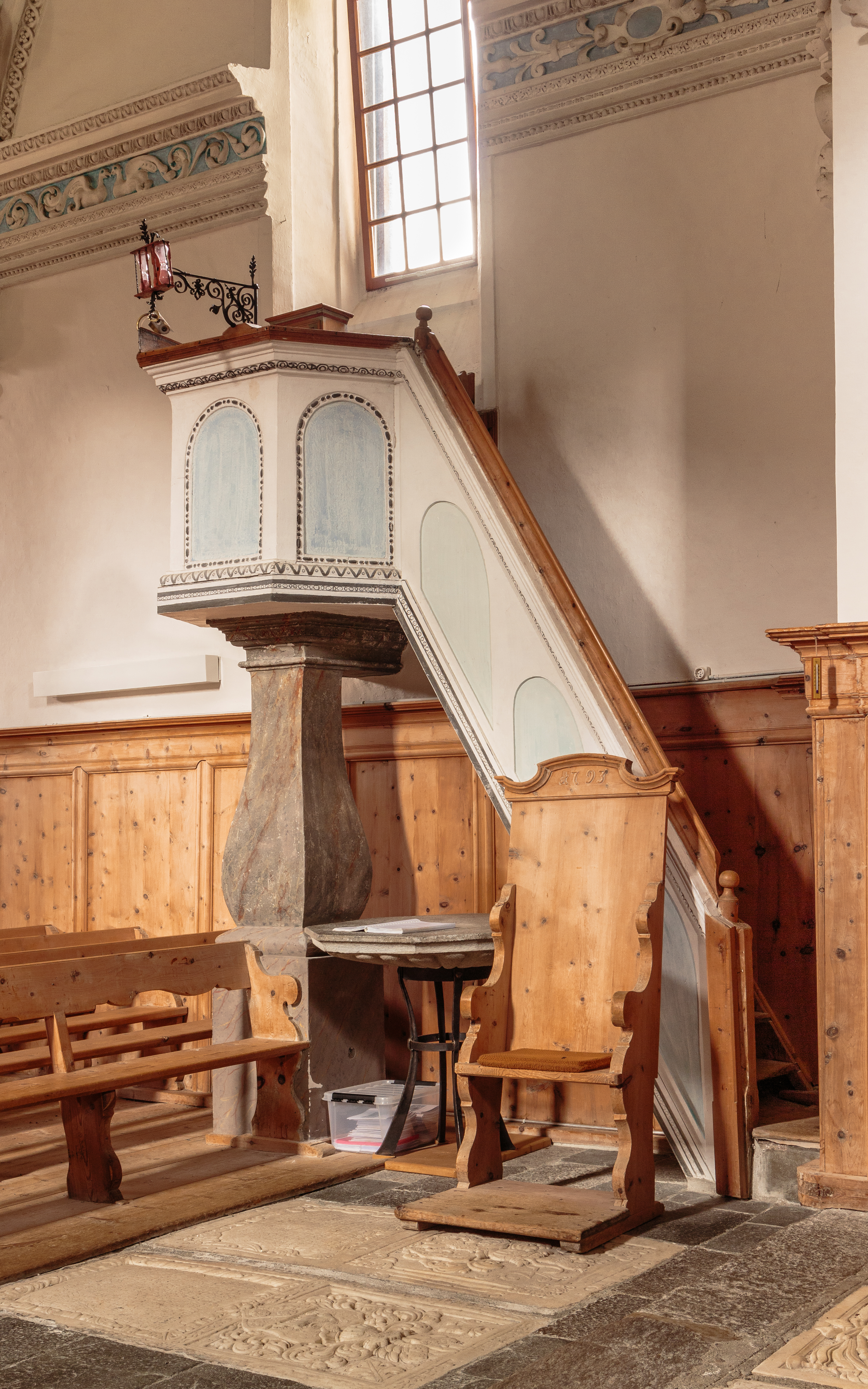
Kanzel
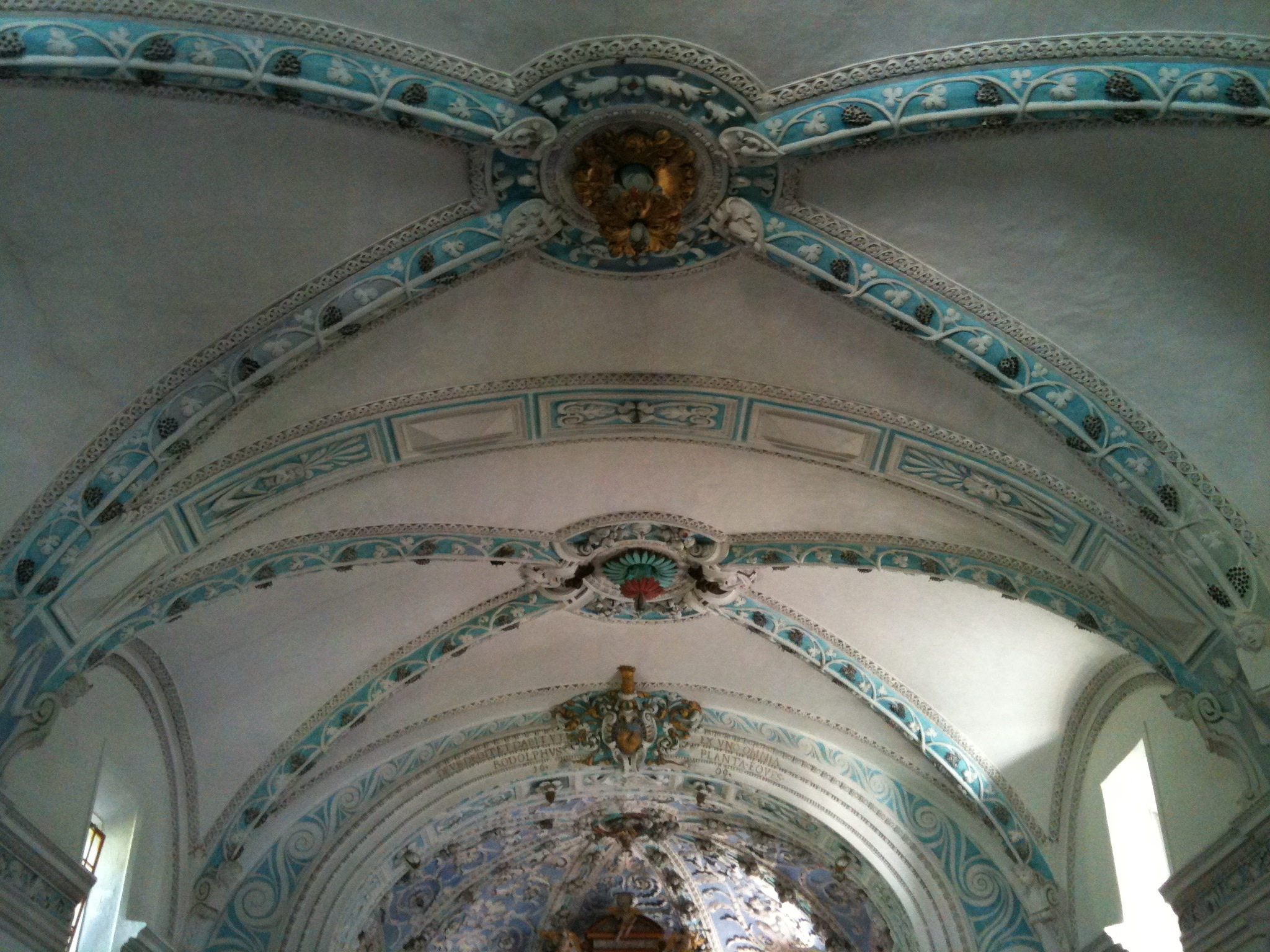
Deckengewölbe
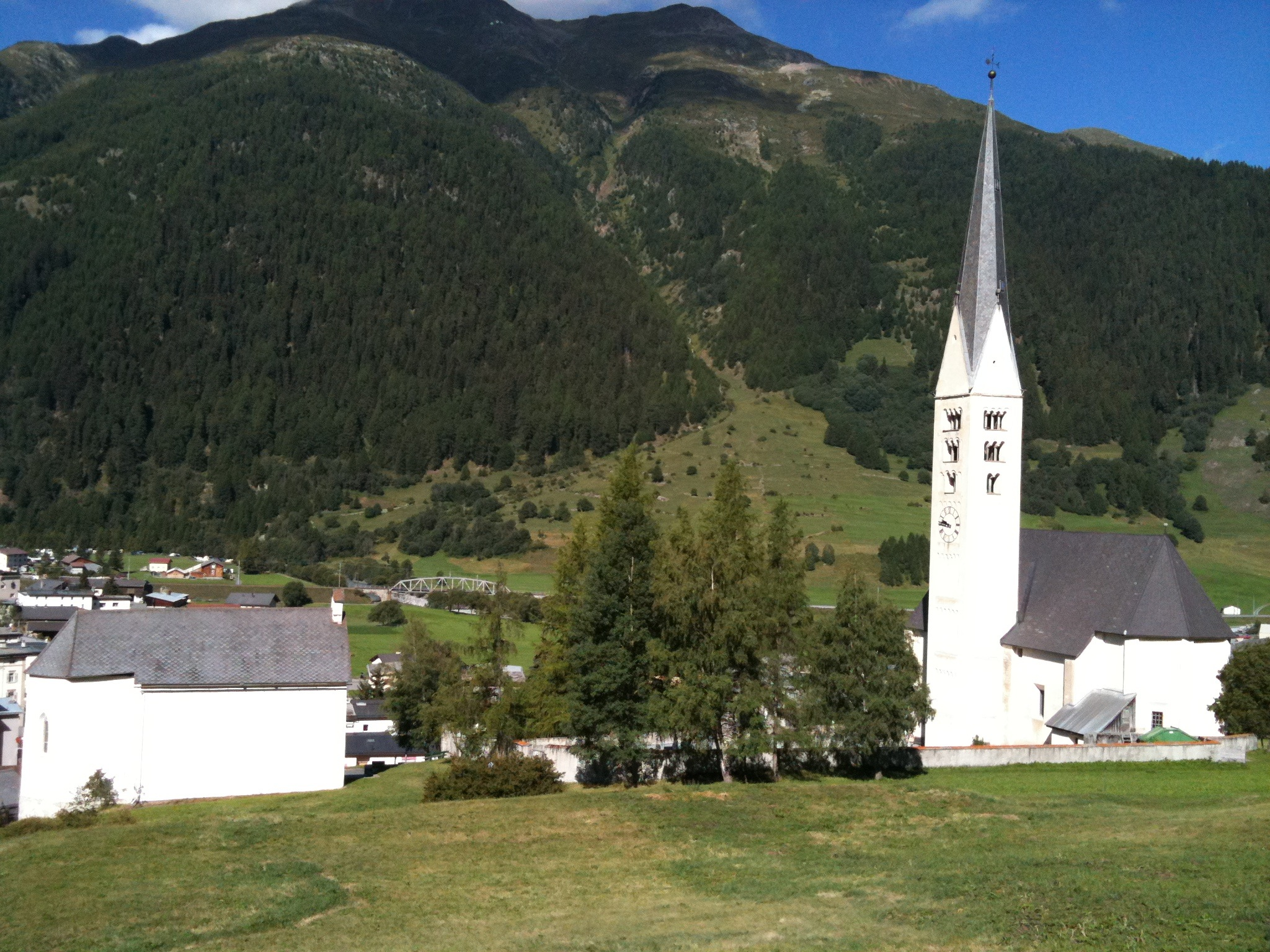
Beide ref. Kirchen in Zernez: links San Bastian, rechts die Hauptkirche
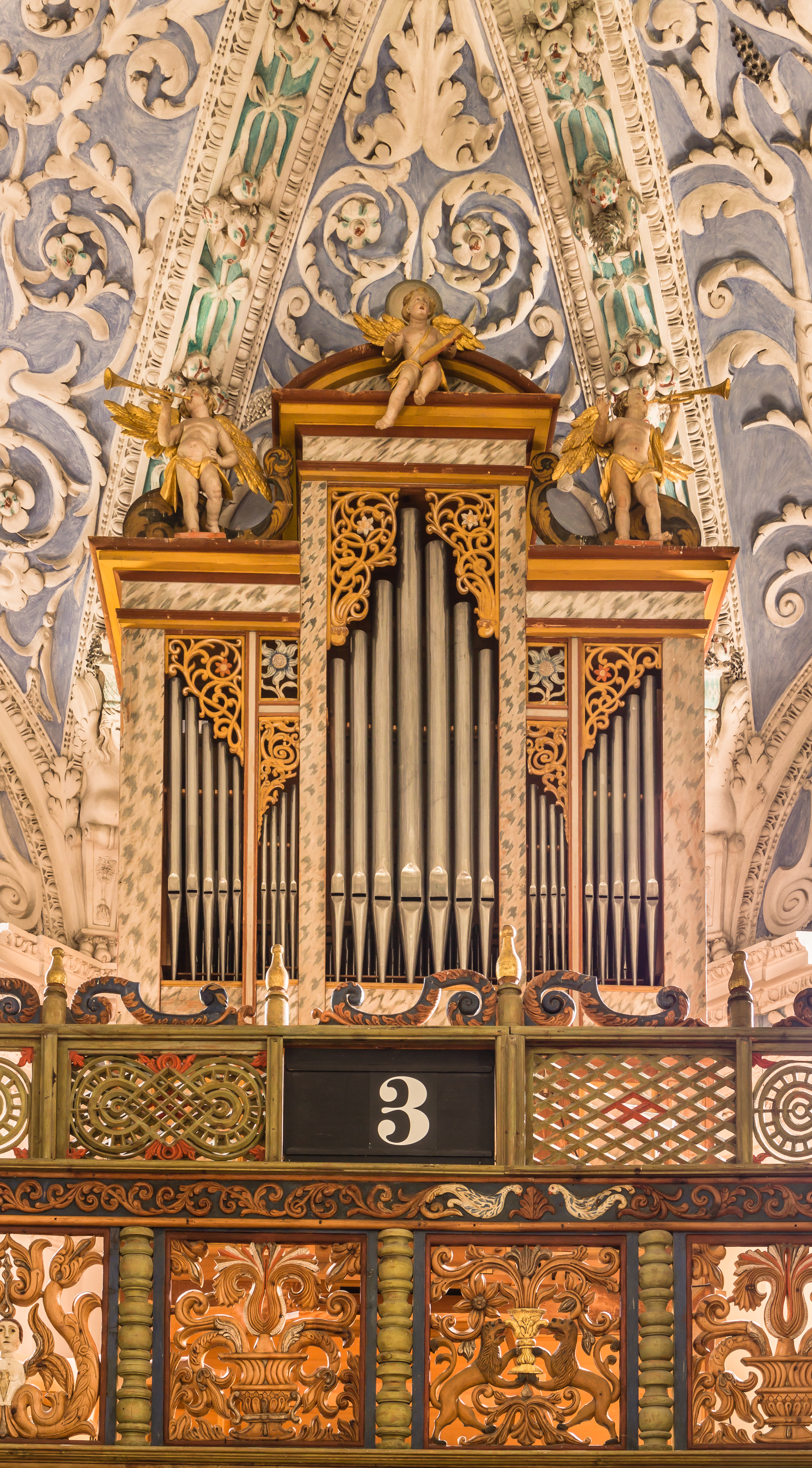
Orgel

## Verschiedenes
Im Juni 2012 feierte die Bündner Synode ihr 475-jähriges Bestehen in Zernez. Die baselgia gronda war Ort der Eröffnungsfeier, der freitäglichen Klausursitzung und des sonntäglichen Synodalgottesdienstes.

## Kirchliche Organisation
Innerhalb der evangelisch-reformierten Landeskirche Graubünden bildet Zernez mit Brail und Susch eine eigenständige Kirchengemeinde.